# Lipiny (Basses-Carpates)
Pour les articles homonymes, voir Lipiny.
Lipiny est une localité polonaise de la gmina de Pilzno, située dans le powiat de Dębica en voïvodie des Basses-Carpates.